# Dana Schmunk
Dana Schmunk (28 de julio de 1975) es un deportista estadounidense que compitió en remo. Ganó una medalla de plata en el Campeonato Mundial de Remo de 2002, en la prueba de dos con timonel.

## Palmarés internacional
| Campeonato Mundial | Campeonato Mundial | Campeonato Mundial | Campeonato Mundial |
| Año                | Lugar              | Medalla            | Prueba             |
| ------------------ | ------------------ | ------------------ | ------------------ |
| 2002               | Sevilla (España)   | Medalla de plata   | Dos con timonel    |